# San Miguel de la Victoria
San Miguel de la Victoria är en mindre stad i Mexiko, tillhörande kommunen Jilotepec i den västra delen av delstaten Mexiko. Staden hade 3 238 invånare vid folkräkningen 2010.